# یواس‌اس فارس (دی‌دی-۸۸۲)
یواس‌اس فارس (دی‌دی-۸۸۲) (به انگلیسی: USS Furse (DD-882)) یک کشتی بود که طول آن ۳۹۰ فوت ۶ اینچ (۱۱۹٫۰۲ متر) بود. این کشتی در سال ۱۹۴۵ ساخته شد.